# Ichneumon areolaris
Ichneumon areolaris är en stekelart som beskrevs av Kokujev 1904. Ichneumon areolaris ingår i släktet Ichneumon och familjen brokparasitsteklar. Inga underarter finns listade i Catalogue of Life.